# Castillo de Medina de las Torres
El castillo de Medina de las Torres, también llamado Torre de los Moros y  Castillo de la Encomienda es una edificación defensiva y sus orígenes se remontan al siglo XIV. Se encuentra en el término municipal de Medina de las Torres, municipio  español situado a unos 67 km de Badajoz, capital de la provincia del mismo nombre, en la Comunidad Autónoma de Extremadura. 
Está situado sobre un cerro de escasa altitud respecto al llano circundante lo cual no es representativo de las fortalezas construidas durante la Reconquista, con ausencia de defensas orográficas ni con un trazado alargado, similar a los de la época. Está junto al «arroyo del Prado» y cercano a la carretera que une las localidades de Medina de las Torres y Valencia del Ventoso. Anteriormente se accedía por un camino de tierra si bien se procedió posteriormente a su reparación como carril de la carretera, de unos 170 metros de longitud.

## Historia
Aunque el castillo sea también conocido por «Torre de los Moros» que pudiese hacer pensar en su origen musulmán, las excavaciones arqueológicas realizadas en la fortificación no encontraron ningún resto de la época musulmana y confirmaban que su origen es bastante posterior a la época de la ocupación musulmana y aportaban como fecha de creación la de finales de la Edad Media, a finales del siglo XIV o principios del siglo XV.
Se trata de una fortaleza construida por la Orden de Santiago que estuvo muy vinculada a esa zona territorial en donde disponía de una gran cantidad de posesiones. La fortaleza se constituyó como sede de la encomienda de la Orden en Medina de las Torres.

## El castillo
El castillo tenía una cerca exterior de mampostería de la que quedan algunos restos, así como de un foso y una serie de «torres de flanqueo» defensivas. La adaptación al terreno, cresta de una pequeña loma, obligó a que tuviera forma  elíptica. La entrada a este recinto exterior estaba en el flanco sur-oriental y contaba con dos torres de sección cuadrada, una en cada flanco, mientras que la entrada al recinto principal estaba en el flanco oriental. Este recinto era de escasas dimensiones, alrededor de 250 metros cuadrados, era de dos plantas y disponía de dos torres, una es la torre del homenaje,  cilíndrica con una cámara en su extremo superior, y otra semicircular.
En el interior del primer recinto disponía de mazmorra, cocina, bodega y dos caballerizas. Dentro del recinto principal tenía departamentos para vivienda, un aljibe, almacenes, una capilla y unas caballerizas. Los sillares primitivos, que solo estaban montados en las esquinas, fueron posteriormente repuestos ya que los anteriores habían desaparecido en su mayoría.